# Viranşehir
Viranşehir (kurdisch Wêranşar; in antiken Quellen: Constantina/Constantia, in assyrischen Quellen: Tella) ist ein Landkreis (İlçe) der türkischen Provinz Şanlıurfa im Südosten der Türkei und zugleich eine Gemeinde (Belediye) der 2012 gebildeten Şanlıurfa Büyükşehir Belediyesi (Großstadtgemeinde/Metropolprovinz). 
Der Name der Stadt Viranşehir leitet sich von wêran (zerstört) und şahr (Stadt) ab und bedeutet daher wörtlich „zerstörte Stadt“ aufgrund ihrer Geschichte.

## Bevölkerung
Dank des Einkommens aus Baumwolle ist Viranşehir eine der am schnellsten wachsenden Städte in der Türkei. Die Einwohnerzahl hat sich von 57.461 im Jahr 1990 auf 121.382 im Jahr 2000 mehr als verdoppelt, im Jahr 2016 lag sie bei 189.174. Seit dem Bürgerkrieg in Syrien haben sich viele Flüchtlinge in Viranşehir niedergelassen; 2014 waren es 11.737.
Die Stadt wird überwiegend von Kurden bewohnt. Dazu gibt es eine armenische, jesidische und arabische Gemeinde.

## Geographie
Die Stadt liegt ungefähr 620 Meter über dem Meeresspiegel. Bekannte Berge sind der Tek Tek (747 m) und der Karacadağ (1957 m). Ein Zweig der Seidenstraße führte durch dieses Gebiet. Die Wirtschaft beruht hier auf Landwirtschaft und Tierhaltung.
Viranşehir liegt im südöstlichen Teil der Türkei, nahe der Grenze zu Syrien. Bis zur syrischen Stadt Raʾs al-ʿAin sind es ca. 50 km, nach Ain al-Arab ca. 180 km. Zur Hauptstadt der Provinz, Şanlıurfa, sind es ca. 86 km.

## Verwaltung
Der Landkreis bestand schon vor Gründung der türkischen Republik 1923. Er gab 1982 einen Teil seines Territoriums zur Bildung des Kreises Ceylanpınar ab. Bis Ende 2012 bestand er neben der Kreisstadt (2012: 95.896 Eiwn.) noch aus einer weiteren Gemeinde (Eyyüpnebi bzw. Eyüpnebi mit 2.194 Einw.). Daneben existierten noch 116 Dörfer (in 2 Bucaks) mit zusammen 74.332 Einwohnern. Durch die Verwaltungsreform von 2013 wurden diese Dörfer sowie die Belediye Ey(y)üpnebi als Ganzes in Mahalles (Stadtviertel) überführt, so dass deren Zahl von 17 auf 133 stieg. Gegenwärtig (Ende 2020) gibt es 146 Mahalles mit durchschnittlich 1.398 Einwohnern, Yenişehir Mah. ist mit 22.072 das größte.
Die im Stadtsiegel abgebildete Jahreszahl 1904 dürfte auf das Jahr der Erhebung zur Gemeinde (Belediye/Belde) hinweisen.

## Söhne und Töchter der Stadt
- Deniz Kadah (* 1986), deutsch-türkischer Fußballspieler kurdischer Herkunft
- Şivan Perwer (* 1955), kurdischer Sänger